# 薩科克西 (密蘇里州)
薩科克西（英語：Sarcoxie）是位於美國密蘇里州賈斯珀縣的城市。

## 人口
根據2020年美國人口普查的數據，薩科克西的面積為3.66平方千米，當中陸地面積為3.63平方千米，而水域面積為0.03平方千米。當地共有人口1406人，而人口密度為每平方千米384人。